# Ray Enright
Ray Enright (Anderson, 25 de març de 1896 - Hollywood, 3 d'abril de 1965) va ser un director de cinema i guionista estatunidenc.
Va dirigir 73 pel·lícules entre 1927 i 1953, moltes d'elles per a Warner Bros. Va supervisar pel·lícules comèdies com les de Joe E. Brown, cinc de les sis de la parella informal de Joan Blondell i Glenda Farrell, i més tard va dirigir diversos westerns, molts amb Randolph Scott.

## Filmografia parcial

### Director
- Tracked by the Police (1927)
- Jaws of Steel (1927)
- The Girl from Chicago (1927)
- Domestic Troubles (1928)
- Song of the West (1930)
- Golden Dawn (1930)
- Dancing Sweeties (1930)
- Scarlet Pages (1930)
- Play Girl (1932)
- Blondie Johnson (1933)
- Tomorrow at Seven (1933)
- Havana Widows (1933)
- I've Got Your Number (1934)
- Twenty Million Sweethearts (1934)
- The Circus Clown (1934)
- Dames (1934)
- The St. Louis Kid (1934)
- While the Patient Slept (1935)
- Traveling Saleslady (1935)
- Alibi Ike (1935)
- Miss Pacific Fleet (1935)
- We're in the Money (1935)
- Snowed Under (1936)
- Earthworm Tractors (1936)
- China Clipper (1936)
- Ready, Willing, and Able (1937)
- Slim (1937)
- The Singing Marine (1937)
- Swing Your Lady (1938)
- Gold Diggers in Paris (1938)
- Hard to Get (1938)
- Going Places (1938)
- The Angels Wash Their Faces (1939)
- On Your Toes (1939)
- Naughty but Nice (1939)
- Brother Rat and a Baby (1940)
- Teddy, the Rough Rider (1940 short)
- An Angel from Texas (1940)
- The Wagons Roll at Night (1941)
- Bad Men of Missouri (1941)
- Law of the Tropics (1941)
- Wild Bill Hickok Rides (1942)
- The Spoilers (1942)
- Sin Town (1942)
- Gung Ho! (1943)
- El comandant de ferro (The Iron Major) (1943)
- El cel de la Xina (China sky) (1945)
- L'home era viu (Man alive) (1945)
- One Way to Love (1946)
- Trail Street (1947)
- Albuquerque (1948)
- Coroner Creek (1948)
- El retorn dels bandolers (Return of the Bad Men) (1948)
- South of St. Louis (1949)
- Montana (1950)
- Kansas Raiders (1950)
- Ploma de foc (Flaming Feather) (1952)
- The Man from Cairo (1953)

### Guionista
- Gold Dust Gertie (1931)
- Side Show (1931)
- Local Boy Makes Good (1931)
- Fireman, Save My Child (1932)